# Битва при Пасо де Куэвас
Битва при Пасо де Куэвас — сражение Парагвайской войны, произошедшее 12 августа 1865 года во время вторжения Парагвая в аргентинскую провинцию Корриентес.
Понеся потери в битве при Риачуэло и прорвав батареи Хосе Марии Бругеса в Белла-Виста в сражении при Пасо-де-Мерседес, объединённый флот бразильцев и аргентинцев начал спускаться вниз по реке Парана из-за опасений быть отрезанным от своей базы снабжения. Однако на перевале Куэвас они столкнулись с 3000 солдат Бругеса с 34 пушками. В сражении адмирал Баррозу потерял 24 человека убитыми и 42 ранеными.